# 二苯基脯氨醇
二苯基脯氨醇（英語： 或 ，缩写D2PM）是一种含氮有机化合物，化学式C
17H
19NO，能作为去甲腎上腺素-多巴胺再吸收抑制劑。